# Матје Дебиши
Матје Дебиши (фр. Mathieu Debuchy; Фретен, 28. јул 1985) је француски професионални фудбалер који игра за ФК Сент Етјен. Често је распоређен као десни бек, али каријеру је започео играјући као везни играч, са улогом плејмејкера.
Дебиши је започео сениорску каријеру у Лилу, где је у сезони 2010–11 освојио дуплу круну у француском првенству (Лигу 1 и Куп Француске). Играо је у Лиги 1 10 сезона за Лил пре него што је прешао у ФК Њукасл јунајтед у јануару 2013. године и тамо је остао 18 месеци. Играо је за Арсенал од јула 2014. до јануара 2018.
Дебиши је дебитовао за репрезентацију Француске 7. октобра 2011. Од тада је одиграо 27 утакмица укључујући и мечева на Еуро 2012. и на Светском купу 2014. године.